# Журавель чорношиїй
Журавель чорношиїй (Grus nigricollis) — вид журавлів, що поширений у Південній Азії.

## Поширення та чисельність
Вид гніздиться на Тибетському плато в Китаї, та з невеликою популяцією в Ладакху в Індії. Зимує на півдні Китаю у Юньнані, у Бутані та індійському Аруначал-Прадеші. Світова популяція виду оцінюється у 10 тис. птахів.

## Опис
Це журавель середнього розміру, завдовжки до 139 см, з розмахом крил 235 см і вагою 5,5 кг. Оперення сіре, лише голова та верхня частина шиї чорні. На лобі є гола ділянка з червоною шкірою. Позаду ока є невелика біла пляма. Первинні і вторинні криючі крил чорні.

## Спосіб життя
Мешкає на заболочених територіях високогірного Тибету, де їх можна побачити на мілководних осокових болотах, уздовж струмків або невеликих озер з мулистими берегами, на альпійських луках з невисокою пригнобленої травою. Живляться як рослинною, так і тваринною поживою. Раціон включає в себе кореневища рослин, бульбоплоди, хробаки, коники, невеликі змії, креветки, дрібну рибу, жаби, ящірки, дрібні гризуни і комахи. У зимовий час птахи часто годуються зерном на ріллі.
Статева зрілість у молодих журавлів настає на другий-третій рік життя. В залежності від району журавлі прибувають до місця майбутнього гніздування в кінці березня — середині травня. Гніздо будується на невеликому трав'янистому острівці на мілководді. Самиця відкладає два, рідше одне яйце. Інкубація триває 30-33 дні. Насиджують обидва батьки почергово. На крило молоді птахи піднімаються через приблизно 90 днів. Першу зиму молодь проводить разом з батьками, і тільки на наступну весну розсіюється.